# Demeter Sára
Demeter Sára (Budapest, 1953. május 28. –) magyar színésznő, bábművész, beszédtechnika oktató.

## Életpályája
A Bábszínészképző Tanfolyamon 1978-ban kapott diplomát. 1975-től az Állami Bábszínház tagja volt. 1979-ben Balajthy Andor-vándorgyűrűt kapott. 25 éves báb- és előadóművészi munkássága után beszédtechnikát tanít. 

„Azon szerencsés emberek közé tartozom, aki 4 évig tanulhatott Montágh Imre tanár Úrtól. A Montágh-módszer a helyes beszédtechnikát a jó légzés, hangadás, kiejtés, hangsúly, hanglejtés, ritmus, egyéni beszédstílus kialakításával érte el, többek között hatékony gyakorlatain keresztül. Jelenleg én is az Ő módszerével dolgozom, tanítok, nagy-nagy lelkesedéssel.”

## Színházi szerepeiből
- Bálint Ágnes: Az elvarázsolt egérkisasszony... Fánika
- Pjotr Iljics Csajkovszkij: Diótörő... Marika
- Kodály Zoltán: Háry János... Örzse
- Horgas Béla: Odüsszeusz, a tengerek vándora... Pénelopé; Afrodité
- Benjamin Britten: A pagodák hercege... Rózsa hercegnő
- James Matthew Barrie – Balogh Géza – Tótfalusi István: Pán Péter... Vanda

## Televíziós szerepei
- Dörmögőék kalandjai (1987)... Borka
- Dörmögőék legújabb kalandjai (1990–1991) ...Borka